# Clistopyga latifrontalis
Clistopyga latifrontalis är en stekelart som först beskrevs av Tohru Uchida 1941.  Clistopyga latifrontalis ingår i släktet Clistopyga och familjen brokparasitsteklar. Inga underarter finns listade i Catalogue of Life.